# 1998 TY17
1998 TY17 är en asteroid i huvudbältet som upptäcktes den 14 oktober 1998 av den kroatiska astronomen Korado Korlević vid Višnjan-observatoriet.
Asteroiden har en diameter på ungefär 5 kilometer.